# Actinostolidae
Actinostolidae Carlgren, 1932 è una famiglia di esacoralli dell'ordine Actiniaria.

## Descrizione
Queste attinie hanno una colonna comunemente liscia o più raramente con piccoli tubercoli o papille. I tentacoli possono contenere batterie di nematocisti sulla parte aborale. I mesenteri sono privi di aconzi.

## Distribuzione e habitat
La famiglia ha una distribuzione cosmopolita, molte specie si trovano anche nelle acque polari.
La maggior parte delle specie vive in acque profonde, alcune di esse in prossimità di sorgenti idrotermali.

## Tassonomia
La famiglia comprende i seguenti generi:
- Actinoloba de Blainville, 1830
- Actinostola Verrill, 1883
- Antholoba Hertwig, 1882
- Anthosactis Danielssen, 1890
- Antiparactis Verrill, 1899
- Bathydactylus Carlgren, 1928
- Cnidanthus Carlgren, 1927
- Glandulactis Riemann-Zürneck, 1978
- Hadalanthus Carlgren, 1956
- Hormosoma Stephenson, 1918
- Ophiodiscus Hertwig, 1882
- Paranthus Andres, 1883
- Parasicyonis Carlgren, 1921
- Pseudoparactis Stephenson, 1920
- Pycnanthus McMurrich, 1893
- Sicyonis Hertwig, 1882
- Stomphia (Gosse, 1859)
- Synsicyonis Carlgren, 1921
- Tealidium Hertwig, 1882